# Festival mondial du film d'aventure de Manaus
Le Festival mondial du film d'aventure de Manaus est un festival de cinéma international où sont présentés des films d'aventures sous toutes leurs expressions, particulièrement sur les thèmes de l'écologie, des relations humaines, de l'ethnologie et de la vie sauvage. Il se déroule, au début du mois de novembre, chaque année depuis 2004 à Manaus, dans l'État d'Amazonas, au Brésil. 